# DC Rivals HyperCoaster
DC Rivals HyperCoaster est un parcours d'hyper montagnes russes situé à Warner Bros. Movie World sur la Gold Coast, dans le Queensland, en Australie. Fabriqué par Mack Rides, c'est l'hypercoaster le plus long, le plus rapide et le plus haut de l'hémisphère sud. L'attraction a officiellement ouvert le 22 septembre 2017, devenant ainsi la plus récente attraction ajoutée à Warner Bros. Movie World. Les montagnes russes atteignent une hauteur de 61,6 mètres avec une vitesse maximale de 115,1 km/h et une longueur totale de 1,4 km.

## Histoire
En septembre 2016, des caisses de Mack Rides ont commencé à apparaître sur les travaux de terrassement qui étaient en cours dans le parc. En mars 2017, des plans de construction ont été publiés concernant le parcours et la station de l'attraction et la construction a commencé en avril. Fin mai 2017, le parc a envoyé des teasers à ses clients indiquant qu'une nouvelle attraction allait être annoncée avec des plusieurs citations à côté d'une piste simulée en 3D. Dans les semaines qui ont suivi, le 4 juin 2017, le parc a officiellement annoncé les montagnes russes sous le nom de DC Rivals HyperCoaster, dont l'ouverture était initialement prévue en octobre 2017 et dont le thème serait l'univers DC.
En juillet 2017, il a été rapporté que la construction du manège avait coûté 30 millions de dollars australiens au parc. Le 4 août 2017, la dernière pièce du parcours a été insérée, les tests commençant plus tard, le 19 août. Le 11 septembre 2017, Warner Bros. Movie World a lancé des publicités pour l'attraction, l'une sous la forme d'un site Web en ligne sur les statistiques de l'attraction et l'autre sous la forme d'une publicité télévisée centrée sur les personnages de l'univers DC. À peu près à la même époque, le Gold Coast Bulletin a indiqué que l'attraction serait officiellement lancée le 21 septembre 2017 à l'occasion d'un événement VIP. L'attraction a officiellement ouvert le 22 septembre 2017.
Peu après, en octobre 2017, Warner Bros. Movie World a déclaré que l'attraction avait fait 6,9 millions d'impressions par le biais de la couverture médiatique et 9,3 millions d'impressions par le biais des réseaux sociaux. En outre, l'ouverture a attiré plus de 11 500 visiteurs dans l'ensemble du parc.

## Expérience
Après avoir quitté la gare, le train prend un virage à droite dans le lift hill 61,6 mètres. Une fois la hauteur maximale atteinte, les passagers descendent en tournant vers la droite la pente de 59,4 mètres à 85 degrés. Après la première descente, le manège atteint sa vitesse maximale de 115,1 km/h. Ensuite, le train gravit le plus haut camel back hill du parcours avant de descendre à gauche pour suivre la Non-Inverting Loop de 40 mètres. Ensuite, le train traverse un Stengel dive vers la droite avant de s'engager vers la gauche en retournant vers la gare et en entrant dans une série de twisted camel back hills. Ensuite, le train entre dans une hélice de 480 degrés, puis sort dans une série de S-bends. Ensuite, le train monte et descend dans deux bunny hops avant de redescendre à gauche vers un troisième bunny hill et dans la dernière piste de freinage qui ramène les usagers à la station après un virage à droite.

## Caractéristiques
Chaque train comprend six voitures avec deux rangées de deux sièges. La dernière voiture ne comporte qu'une seule rangée de sièges orientés vers l'arrière. Au total, chaque train peut accueillir 22 passagers. Chacun des deux trains de l'attraction a pour thème la Batmobile.

## Site externe
- Page de DC Rivals HyperCoaster sur le site de Warner Bros. Movie World Australia